# Maristán Nazarí
El Maristán Nazarí, localizado en Granada, está asentado sobre una edificación anterior. Fue fundado por el sultán Muhammad V en el siglo XIV, como hospital para recoger a los enfermos pobres musulmanes, aunque también funcionó como manicomio, constituyendo junto al Hospital de Moriscos de Granada, el único vestigio conocido con esta finalidad en al-Ándalus. En el siglo XV se ubicó en este edificio la Casa de la Moneda y con posterioridad sufrió numerosas reformas relacionadas con sus cambios de usos, convirtiéndose en almacén de vinos en el siglo XVIII, mientras que en el siglo XIX actuó como presidio y casa de vecinos. Gracias a las intervenciones arqueológicas se ha podido recuperar este edificio singular, documentando las diferentes remodelaciones a las que se vio sometido. Hay que destacar del inmueble del Maristán la lápida fundacional del edificio, en forma de arco de herradura, realizada en mármol blanco, y dos leones de mármol gris que en su momento flanquearon la alberca del hospital. Estas piezas se encuentran actualmente en la Alhambra.

## Historia
El Maristán Nazarí en Granada se sitúa en la ladera sur de la colina del Albaicín, junto a la Puerta de los Tableros o Bab al-Difaf, que cerraba el acceso a la ciudad por el cauce del río. Según documentación árabe del siglo XV, existía un barrio denominado de la qawraya que formaba parte de la Alcazaba Qadima, éste se identifica con la parroquia de San Juan de los Reyes, donde se halla el Maristán.
La obra se inició en el año 1365 y finalizó en el 1367, debiéndose su rápida construcción en parte a la preexistencia de otra edificación, documentada en las excavaciones arqueológicas. A lo largo de su extensa vida ha tenido numerosos usos, convirtiéndose en Casa de la Moneda en el siglo XV y posteriormente tras un breve período de tiempo pasó a ser propiedad de los frailes mercedarios descalzos del Convento de Belén. En el siglo XVIII se transforma en almacén de vinos, adaptándose en este momento a su uso industrial con la ampliación de salas. Sin embargo es en época contemporánea cuando se realizan la mayoría de las reformas, pasando a ser casa de vecinos, excepto por un período indeterminado de tiempo que funcionó como presidio.

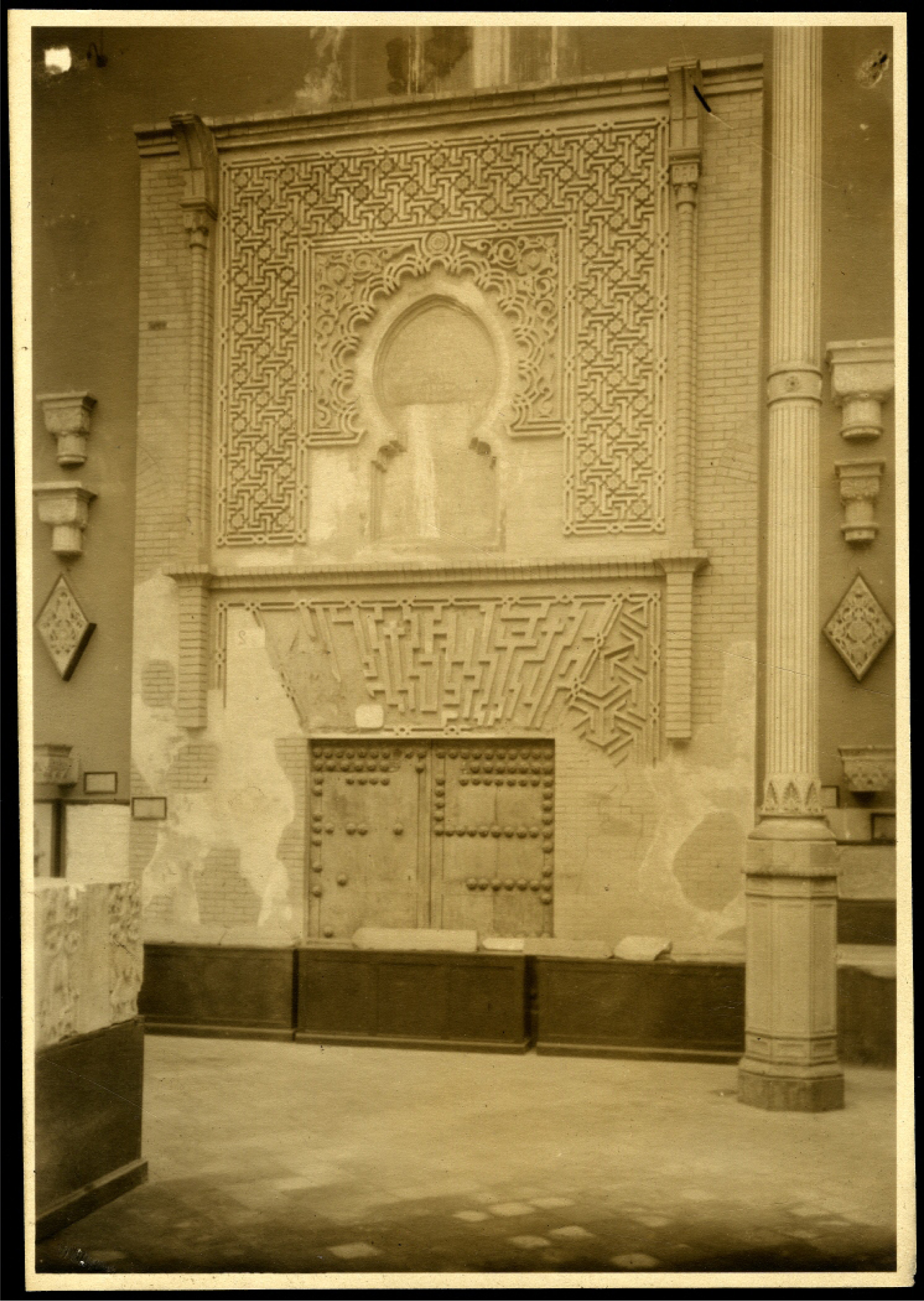
Réplica de la portada del Maristán de Granada, realizada posiblemente por Francisco Contreras Muñoz y conservada en el Museo Arqueológico Nacional hasta su destrucción durante la Guerra Civil.

Bajo el edificio nazarí se han documentado los restos de una qawraya, que permitía subir el agua del río mediante carros o caballerías. Se trata de dos muros paralelos que definen un amplio pasillo, flanqueado por gruesas murallas de tapial que indican un origen anterior al edificio del Maristán. A partir del siglo XI, la ciudad se desarrolla hacia el llano, rodeándose por un recinto amurallado que en este momento dejaba el río en parte intramuros, por lo que la qawraya perdía su función original. Las fuentes documentan hacia 1162 la destrucción parcial de ésta durante los enfrentamientos con los almohades.

## Descripción
El edificio nazarí presenta planta rectangular y se articula en cuatro crujías que se disponen alrededor de un patio central, donde se localiza una alberca. Las crujías se dividen en estancias cuadradas comunicadas entre sí, que contaban con un pavimento de mortero rojo sobre una capa de yeso. Delante de las salas se hallaba una galería que conectaba directamente con el patio.
Las excavaciones arqueológicas localizaron en la zona del patio un pavimento mixto, por un lado formado por guijarros de tamaño medio y por otro lado por una solería de barro. La alberca, localizada en el centro de este patio, cuenta con unos muros de mortero de cal grasa, revestidos para su impermeabilización. Posteriormente se añadió un segundo cuerpo, en este caso con ladrillo dispuesto a soga y tizón. El pavimento de la alberca es de grandes losas de barro dispuestas sobre un preparado de cal. Según las fuentes, los dos lados menores de la alberca del hospital nazarí estaban flanqueados por dos leones de mármol gris, actualmente localizados en la Alhambra.
La intervención arqueológica de la crujía sur permitió documentar una arqueta y todo un sistema hidráulico relacionado con el sistema de desagüe y drenaje de la alberca. El muro oeste de la arqueta presenta en su parte inferior una gran oquedad muy irregular que comunica mediante un acceso acodado con un canal. Su función sería la de recoger el agua del desagüe de la alberca y evacuarlo.
Uno de los elementos más llamativos del edificio, por su singularidad, era la portada principal que centraba la crujía norte, hoy desaparecida. Su composición, encuadrada por pilastras laterales, mostraba un único hueco adintelado, enmarcado lateralmente por paneles con decoración geométrica y coronado con una inscripción cúfica a manera de arco adintelado, único ejemplar conservado en Granada. Una cenefa de doble cinta entrecruzada contorneaba los distintos paneles. En las últimas excavaciones se han podido registrar elementos decorativos pertenecientes a esta portada.
En la portada se halló la lápida fundacional del edificio, realizada en mármol blanco, con inscripciones, en forma de arco de herradura y que actualmente se encuentra expuesta en el Museo de la Alhambra.
Este edificio albergó la Casa de la Moneda en el siglo XV. Este conllevó la remodelación de parte de las estancias fundamentalmente para crear una gran sala en el cuerpo alto de la crujía sur, denominada Sala del Tesoro. Aquí se localizaron dos escudos, uno datado en el período de Carlos V y el otro en el de Felipe II.
Posteriormente pasó a manos privadas, siendo donado o vendido a censo a los frailes mercedarios descalzos del Convento de Belén. En el siglo XVIII se convirtió en almacén de vinos y es en este momento cuando se vio sometido a una serie de reformas estructurales. Su uso industrial supuso la ampliación de salas para convertirlas en almacenes donde se instalaron tinajas.
En época contemporánea pasó a ser presidio y luego casa de vecinos, rompiendo la unidad funcional. A mediados del siglo XIX, se realiza su demolición, a excepción de parte de la portada que se hizo más tarde. Gracias a las intervenciones arqueológicas se han sacado a la luz las diferentes crujías, documentándose un gran número de estructuras, actualmente la mayoría de ellas protegidas por una capa de geotextil para evitar la pérdida de masa en los alzados. 